# Спартак (футбольный клуб, Варна)
«Спартак» — болгарский футбольный клуб из города Варна. В сезоне 2023/24 играет во второй лиге — втором по уровню дивизионе Болгарии.

## История

### Первые годы
В 1945 году по решению нового правительства Болгарии «Шипченски сокол» объединился с «Левским» (Варна) и «Радецки» под названием «Спартак»
В 1945, 1946 и 1948 годах «Спартак» был полуфиналистом чемпионата страны
В 1955 году «соколы» заняли третье место в чемпионате. В решающем финальном матче варненцы обыграли в гостях «Славию» 2:1 и уступили чемпионам ЦСКА и «Славии». В те годы у варненцев был очень сильный состав, в который вошли имена легенд Илия Кирчев, Кирил Пандов, Христо Валчанов, Герасим Калугеров, Иван Филипов, Бисер Димитров, Стефан Стефанов-Заека и Христо Николов-Чоко. В 1958 году нападающий «Спартака» Георги Арнаудов стал лучшим бомбардиром чемпионата с 9 голами. В 1960 году нападающий «соколов» Любен Костов также стал лучшим бомбардиром «А» группы забив 12 голов
В 1961 году «Спартак» стал финалистом национального кубка. В четвертьфинале команда из Варны в гостях обыграла «Левски» 1:0, а в полуфинале — «Ботев» (Пловдив) 2:1. Однако в финале ЦСКА обыграл их со счетом 3:0. В том же году «Спартак» принял участие в турнире КОК и стал первой болгарской командой в этом турнире и второй (после ЦСКА) командой, представлявшей Болгарию на европейских клубных турнирах. Варненцы покинули турнир в первом же раунде
В середине 1960-х в «Спартаке» произошла смена поколений, когда большинство игроков, добившейся серьезных успехов за последние 10 лет, ушли из футбола. Их замены не соответствовали их уровню, и команда дважды вылетала в «Б» группу — сначала в сезоне 1963/64, а затем в сезоне 1965/66

### «ЖСК-Спартак» (1969—1985)
6 марта 1969 году «Спартак» объединился с «Локомотивом» (Варна) (прим. основан в 1936 году) под названием «ЖСК-Спартак». Из «железнодорожников» в «Спартак» перешли 7 футболистов и тренер Стефан Семов, к которому присоединились его коллеги Тома Захариев и Трендафил Станков. Однако впоследствии тренером остался только Станков. Спустя два года, в сезоне 1970/71, команда заняла первое место в «Б» группе и вернулась в элитный дивизион после 5-летнего перерыва.
В конце 70-х начале 80-х годов в основную команду «ЖСК-Спартак» играли Красимир Зафиров, Пламен Казаков, Иван Петров, Живко Господинов. Перед сезоном 1981/82 тренером был назначен Иван Вуцов, который привел «соколов» к убедительному первому месту во втором эшелоне и выход в «А» группу. Летом 1982 года в команду перешли Стефан Найденов, Сашо Борисов, Румен Димов. Вуцов строил сильную команду, но после 5-го тура ушел, чтобы возглавить сборную. Вместо него команду возглавляет Людмил Горанов. С этого же сезона футбольная команда стала регулярно проводить свои домашние матчи в «А» группе на стадионе «Спартак» вместимостью 12 000 мест. До этого клуб попеременно использовал городские стадионы «Колодрума» и «Юрий Гагарин». «ЖСК-Спартак» проводил очень успешный сезон и вышел в финал национального кубка. В полуфинале обыграли «Левски» со счетом 1:0 на нейтральном поле в Казанлыке. Однако в финал проиграли ЦСКА со счетом 0:4. Однако «ЖСК-Спартак» получил право на участие в КОК, где дошел до 1/8 финала
В 1984 году ЖСК-Спартак занял третье место в «А» группе после «Левски» и ЦСКА. Однако БФС беспрецедентно отобрала у «соколов» бронзовые медали непосредственно перед официальной церемонией награждения команды на стадионе «Васил Левски», поскольку в последний момент было принято неоднозначное решение присудить «Сливену» официальную победу в матче с «Ботевом» (Враца) (из-за незарегистрированного игрока в составе Врацкой команды). Спустя 16 лет ЖСК-Спартак добился справедливости и БФС вернул им третье место и наградила игроков бронзовыми медалями

### «Спартак» (1985—2010)
В 1985 году футбол отделился от других видов спорта объединения ЖСК-Спартак и стал футбольным клубом «Спартак». В 1986 году атакующий полузащитник «соколов» Живко Господинов был включен в заявку сборной Болгарии на чемпионат мира в Мексике
В 1989 году «Спартак» вылетел в «Б» группу. В 1990 году управление клубом взял на себя Атанас Атанасов-Кеби, который практически стал первым футбольным президентом Болгарии. В 1992 году команда вернулась в элиту, но впоследствии была переведена в низшую лигу, чтобы вновь выйти в «А» группе на более длительный период в 1995 году под руководством Николая Ишкова. 5 июня 1995 года на стадионе «Спартак» на глазах у 10 000 зрителей «Спартак» обыграл «Лесичери» со счетом 15:0, добившись крупнейшей победы в истории «Б» группы
В сезоне 1995/96 «соколы» финишировали на шестом месте в элите, а их нападающий Иво Георгиев стал лучшим бомбардиром чемпионата с 21 голом. Они получили право представлять Болгарию в Кубке Интертото, где зафиксировали памятную победу в Варне со счетом 2:1 над немецким «Мюнхеном 1860». Во второй половине 1990-х «Спартак» зарекомендовал себя как один из сильнейших провинциальных клубов в Болгарии, но ничего действительно значительного не добивается.
15 июня 1998 года на общем собрании клуба было принято решение о преобразовании «Спартака» в акционерное общество. Это произошло 3 сентября того же года. В 2000 году БФС официально восстановила третье место «Спартака» в 1984 году, и на специальной церемонии были вручены заслуженные бронзовые медали команды.
Падение «Спартака» началось в конце первого десятилетия нового века. 14 ноября 2008 года «Спартак» зафиксировал унизительное поражение от вечного врага «Черно Море» в дерби города Варна со счетом 5:0 на стадионе «Тича». «Спартак» также проиграл домашний матч «морякам» со счетом 0:1, что отправило их в «Б» группу.

### «Спартак 1918» (после 2010)
В 2010 году из-за многочисленных обязательств клуб не получил профессиональную лицензию. Чтобы избавиться от накопившихся долгов, руководство «Спартака» приняло решение о перерегистрации футбольного клуба под названием «Спартак 1918». Чтобы избежать вылета в региональную «А» группу, «Спартак 1918» объединился с «Владиславом» (прим. основан в 2009 году) и занял место в Северо-Восточной «В» группе. В сезоне 2010/11 «соколы» убедительно заняли первое место в турнирной таблице и вернулись в профессиональный футбол. В сезоне 2010/11 «Тополите» (Тополи) объединилась с недавно созданным «Спартаком-1918» (Варна). В связи с совпадением названий с перерегистрированным «Спартаком 1918», суд не одобрил регистрацию объединенной команды под этим названием, поэтому название новой команды остается «Тополите» (Тополи).
В весенней части сезона 2014/15 команда была исключена из «Б» группы за вторую неявку на матч в чемпионате (прим. из-за финансовых проблем), а в сезоне 2015/16 «Спартак 1918» в чемпионате не участвовал (прим. опять же из-за финансовых проблем) и содержит только свою детско-юношескую школу.
В 2016 году, чтобы избавиться от накопившихся финансовых обязательств, руководство «Спартака 1918» формально отделилось от «Владислава» (прим. после объединения их в 2010 году), переоформило клуб под тем же названием — «Спартак 1918» и была восстановлена основная команда.
В сезоне 2016/17 «Спартак 1918» выступал в Областной футбольной группе «А» зоны Варна. Перед началом весеннего полусезона «Спартак 1918» объединился с альтернативным «Спартаком Варна» — созданным в 2015 году. Два клуба: «Спартак Варна» прекращает свое участие в чемпионате Третьей лиги, а лучшие футболисты перешли в «Спартак 1918», которая продолжает под тем же названием в региональной футбольной группе. После окончания сезона, в июне 2017 года, объединение было осуществлено на законных основаниях.
В 11 марта 2020 году после проведения Общего собрания были приняты отставки старого руководства во главе с Бориславом Георгиевым и Мартином Зафировым, Радостином Станевым, Евгением Балевым и Евгением Станимировым. Председателем клуба был избран варненский бизнесмен Асен Миланов. В новое руководство также были избраны Антон Симеонов, Иван Жеков, Стефан Калименов, Красимир Кузманов, Сергей Петров — Араджиони и Бисерка Миланова.
В 2022 году клубу удалось обеспечить себе место в Первой профессиональной футбольной лиге после 13-летнего отсутствия в футбольной элите. После того, как «Спартаку» удалось набрать всего одно очко в первых 5 матчах, тренер клуба Васил Петров подал в отставку. Команда удержаться в высшем дивизионе не смогла, в начале следующего сезона во второй лиге Петров вернулся у управлению главной командой.

## Текущий состав
| 21 | Флаг Болгарии     | Вр  | Иван Дичевски       | 2001 |  |  |  |  |
| 31 | Флаг Португалии   | Вр  | Криштиану Фигейреду | 1990 |  |  |  |  |
|    |                   |     |                     |      |  |  |  |  |
| 3  | Флаг Кот-д’Ивуара | Защ | Бен Карамоко        | 1995 |  |  |  |  |
| 6  | Флаг Бразилии     | Защ | Эмануэль            | 1999 |  |  |  |  |
| 17 | Флаг Молдовы      | Защ | Александр Белоусов  | 1998 |  |  |  |  |
| 19 | Флаг Болгарии     | Защ | Никола Борисов      | 2000 |  |  |  |  |
| 25 | Флаг Болгарии     | Защ | Пламен Димов        | 2000 |  |  |  |  |
|    | Флаг Болгарии     | Защ | Велислав Боев       | 2003 |  |  |  |  |
|    |                   |     |                     |      |  |  |  |  |
| 4  | Флаг Кюрасао      | ПЗ  | Натан Холдер        | 2002 |  |  |  |  |
| 8  | Флаг Болгарии     | ПЗ  | Ивайло Климентов    | 1998 |  |  |  |  |
| 20 | Флаг Болгарии     | ПЗ  | Николай Иванов      | 1995 |  |  |  |  |
| 22 | Флаг Испании      | ПЗ  | Робер Сиерра        | 1996 |  |  |  |  |
| 30 | Флаг Болгарии     | ПЗ  | Божидар Васев       | 1993 |  |  |  |  |

| 45 | Флаг Болгарии     | ПЗ  | Даниэль Начев      | 2003 |  |  |  |  |
| 51 | Флаг Болгарии     | ПЗ  | Иван Йорданов      | 2000 |  |  |  |  |
| 66 | Флаг Болгарии     | ПЗ  | Александар Цветков | 1990 |  |  |  |  |
| 77 | Флаг Болгарии     | ПЗ  | Румен Руменов      | 1993 |  |  |  |  |
|    |                   |     |                    |      |  |  |  |  |
| 11 | Флаг Болгарии     | Нап | Виктор Митев       | 1992 |  |  |  |  |
| 13 | Флаг Германии     | Нап | Лерой-Жак Микельс  | 1995 |  |  |  |  |
| 14 | Флаг Панамы       | Нап | Ромиш Ивей         | 1994 |  |  |  |  |
| 23 | Флаг Гвинеи-Бисау | Нап | Жоау Мариу         | 1993 |  |  |  |  |
| 24 | Флаг Кюрасао      | Нап | Лиандро Мартис     | 1995 |  |  |  |  |
| 27 | Флаг Украины      | Нап | Денис Баланюк      | 1997 |  |  |  |  |
| 28 | Флаг Болгарии     | Нап | Андриан Димитров   | 1999 |  |  |  |  |
| 47 | Флаг Нидерландов  | Нап | Родни Антви        | 1995 |  |  |  |  |

## Достижения
- Чемпион Болгарии: 1932
- Второе место: 1931, 1933
- Третье место: 1929, 1955, 1984
- Кубок Болгарии:
- Финалист: 1961, 1983

Наибольшее число матчей:
1. Илия Кирчев — 286 матчей
2. Бисер Димитров — 248 матчей
3. Николай Станчев — 240 матчей
4. Красимир Зафиров — 227 матчей
5. Благой Янев — 220 матчей

Наибольшее число голов:
1. Стефан Найдёнов — 56 голов
2. Христо Николов — 48 голов
3. Валентин Станчев — 48 голов
4. Живко Господинов — 41 гол
5. Георги Арнаудов — 39 голов
6. Пламен Казаков — 39 голов

## Вторая и женская команды
С сезона 2021/22 в третьей лиге принимает участие команда «Спартак II».
В городе существовала женская команда Grand Hotel (в 1994—2003 годах 10 раз подряд становилась чемпионом Болгарии), в 2009 году сменила название на «Варна», в 2012—2015 году находилась под управлением ФК «Спартак» (Варна) и носила название «Спартак-Варна». В 2015 году снова стала называться «Варна». В августе 2023 года на её основе была создана женская команда клуба «Лудогорец» (Разград).